# Boniface Ier
Pour les articles homonymes, voir Boniface et Saint Boniface.
Boniface Ier (latin : Bonifacius I) est le 42e évêque de Rome de l'Église catholique, du 28 décembre 418 jusqu'à sa mort le 4 septembre 422. Son élection fut contestée par les partisans d'Eulalius jusqu'à ce que le différend soit réglé par l'empereur romain Flavius Honorius. Boniface s'employa à maintenir la discipline ecclésiale et il rétablit certains privilèges aux sièges métropolites de Narbonne et de Vienne, les exemptant de toute sujétion à la primauté d'Arles. Il est contemporain d'Augustin d'Hippone, qui lui dédia certaines de ses œuvres.
Saint pour l'Église catholique, il est fêté le 4 septembre.

## Biographie

### Jeunesse
On sait peu de choses sur la vie de Boniface avant son élection. Le Liber Pontificalis le dit romain et fils du prêtre Jocundus. On pense qu'il a été ordonné par le pape Damase Ier (366–384) et qu'il a été représentant d'Innocent Ier à Constantinople vers 405.

### Élection
À la mort du pape Zosime, l'Église de Rome entre dans le cinquième de ses schismes, résultant des doubles élections papales qui troublèrent tant sa paix au cours des premiers siècles.
Immédiatement après les funérailles de Zosime, le 27 décembre 418, qui ont lieu à la basilique Saint-Laurent-hors-les-Murs, une faction du clergé romain, composée principalement de diacres, occupe la basilique Saint-Jean-de-Latran et élit l'archidiacre Eulalius comme pape. Ils occupent le Latran : quand le haut clergé tente d'entrer dans la basilique, il est violemment repoussé par une foule de partisans de la faction d'Eulalius. Plus tard dans la journée, Eulalius arrive, accompagné d'une foule composée de diacres, de laïcs et de quelques prêtres, et est élu évêque de Rome. Le nouveau pape et ses partisans restent dans l'église jusqu'au dimanche 29 décembre 418, car l'ordination formelle a habituellement lieu un dimanche.
Le lendemain, la majorité du clergé, qui n'est pas d'accord avec l'élection d'Eulalius se réunit dans l'église Santa Teodora et élit comme évêque de Rome, contre sa volonté, le vieux Boniface, titulaire de l'église San Lorenzo in Damaso, qui a été auparavant conseiller du pape Innocent.
Le dimanche 29 décembre, ils sont tous deux consacrés, Boniface dans l'église San Marcello al Corso, soutenu par neuf métropolites et soixante-dix prélats, et Eulalius dans la basilique du Latran en présence des diacres, de quelques prélats et de l'évêque d'Ostie, qui a été obligé de se lever de son lit de malade pour assister à l'ordination. Rome est plongée dans le chaos par le choc des factions opposées. Le préfet de Rome Aurelius Anicius Symmachus, un laïc hostile à Boniface, envoie un rapport à l'empereur Flavius Honorius à Ravenne et obtient la confirmation impériale le 3 janvier 419, de l'élection d'Eulalius, élu le premier et dans l'ordre. Malgré ces actes officiels, des violences éclatent entre les deux groupes de sympathisants ; Boniface est arrêté par la police préfectorale et conduit dans un logement hors les murs où il est détenu sous la surveillance des agents préfectoraux,.
L'impératrice Galla Placidia et son mari Constance III favorisent Eulalius, qui a été élu en premier. Stewart Oost observe que les élections papales à l'époque sont « encore assez indéfinies et que les deux partis pouvaient donc à juste titre revendiquer une élection et une consécration appropriées ».
Les partisans de Boniface, alléguant des irrégularités dans l'élection d'Eulalius, se tournent à leur tour vers l'empereur, qui suspend son ordonnance précédente et convoque les deux parties à comparaître pour jugement devant lui avec certains évêques italiens le 8 février. Cette audience est ensuite reporté à un concile des évêques à Ravenne le 13 juin et interdit aux deux prétendants d'entrer dans la ville de Rome.
Incapable de résoudre le problème, le synode prend des mesures pratiques en attendant la convocation du concile général des évêques italiens, gaulois et africains : il ordonne que les deux protagonistes quittent Rome et ne reviennent dans la ville, une décision, sous la sanction d'une condamnation. Boniface est envoyé au cimetière de Santa Felicita sur la via Salaria et Eulalius à Antium. Bien qu'Eulalius semble destiné à être confirmé au poste, il s'impatiente, défie l'ordre d'Honorius et entre à Rome le 18 mars pour y célébrer les cérémonies de Pâques (le dimanche de Pâques de cette année tombe le 30 mars), perdant ainsi le soutien des autorités. Rassemblant ses partisans, il rallume le conflit et, contrairement aux ordres du préfet, le 29 mars, le samedi saint, occupe la basilique du Latran, déterminé à y célébrer Pâques, à la place d'Achilleus, évêque de Spolète, qui entre-temps a été chargé de célébrer les rites de Pâques dans le siège vacant de Rome.
Les troupes impériales reçoivent l'ordre de s'emparer d'Eulalius et de permettre à Achilleus d'officier. L'empereur, profondément indigné par ces événements, refuse de prendre en considération les demandes d'Eulalius et, le 3 avril 419, reconnaît Boniface comme pape légitime, qui, le 10 avril, peut rentrer à Rome, acclamé par la foule et être consacré. Eulalius est envoyé dans une maison hors des murs de Rome. Le projet de concile à Ravenne est annulé.
Selon les données contradictoires rapportées dans le Liber Pontificalis, Eulalius est ordonné évêque de Nepi (it) ou d'un autre siège de Campanie, où il meurt en 423. Le schisme a duré quinze semaines, même si un peu plus tard, au début de 420, une maladie du pape encourage les partisans d'Eulalius à se manifester à nouveau.
Une fois rétabli, Boniface demande à l'empereur, le 1er juillet 420, d'émettre une provision contre une éventuelle résurgence future du schisme. Honorius décrète une loi qui prévoit qu'« en cas d'élection contestée entre deux prétendants, aucun d'eux ne sera évêque, mais seulement celui qui sera désigné par une nouvelle élection, sur la base du consensus unanime »,.

### Pontificat

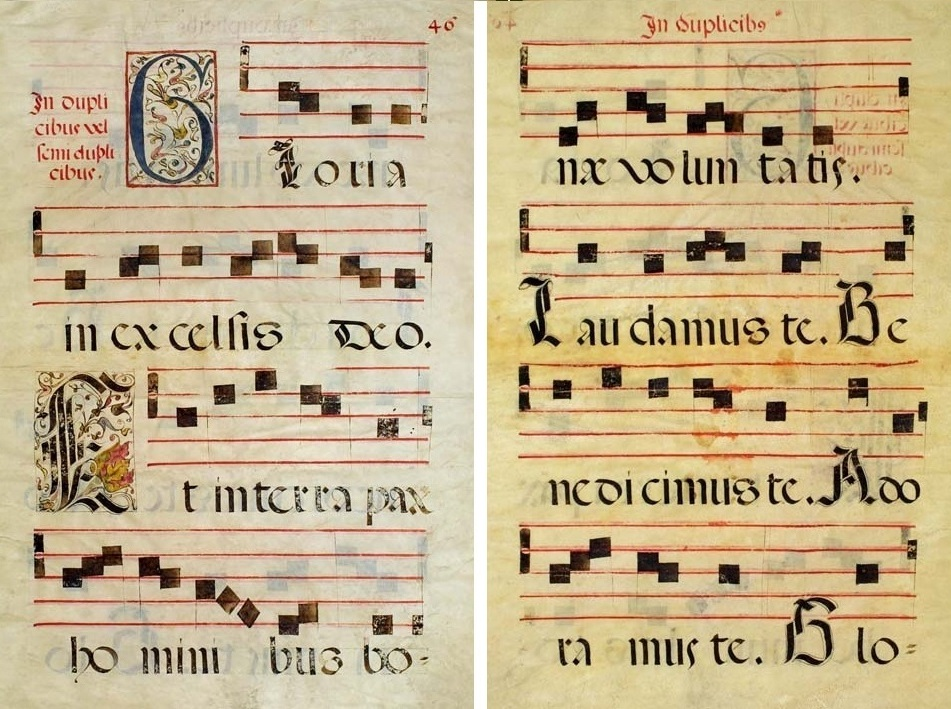
Partition musicale du XVIe siècle du Gloria in Excelsis que Boniface Ier a ordonné qu'il soit chanté le Jeudi saint.

Le choix de Boniface est assez heureux, car il rétablit la dignité pontificale écornée par son prédécesseur. Il invoque, dans une lettre aux évêques de Thessalie en 422, pour la première fois le terme de principatus pour désigner l'Église romaine.
Son pontificat se caractérise par un grand zèle et un grand activisme pour discipliner et contrôler l'organisation de l'Église. Il instaure le chant du Gloria in Excelsis le Jeudi saint et règle plusieurs points de discipline. Il renverse certaines des politiques de son prédécesseur concernant l'administration de l'Église. Il réduit l'autorité du vicariat en donnant à Patrocle d'Arles, évêque d'Arles, la juridiction sur les autres sièges gaulois et rétablit les pouvoirs métropolites des évêques en charge des provinces, rassurant ainsi le clergé gaulois. En 422, il soutient Hilaire, archevêque de Narbonne, dans le choix d'un évêque du siège vacant de Lodève, contre Patrocle d'Arles, qui tente d'installer quelqu'un d'autre. Il insiste également pour que Maxime Ier, évêque de Valence, soit jugé pour ses crimes présumés, non par un primat, mais par un concile des évêques des Gaules, et promet de respecter leur décision. En 422, il accède à l'appel d'Antoine de Fussule qui, grâce aux efforts de saint Augustin, a été destitué par un synode provincial de Numidie, et décide que, si son innocence est prouvée, il doit être réintégré. 
Boniface soutient saint Augustin dans la lutte contre le pélagianisme, en lui transmettant deux lettres pélagiennes qu'il a reçues le calomniant. En reconnaissance de cette sollicitude, Augustin dédie à Boniface sa réplique contenue dans Contra duas Epistolas Pelagianoruin Libri quatuor.
Il obtient que l'empereur romain impose à tous les évêques de souscrire à la Tractoria de son prédécesseur. 
A l'est, il maintient jalousement sa juridiction sur les provinces ecclésiastiques d'Illyrie, sur lesquelles le patriarche de Constantinople tente de mettre la main. Les évêques de Thessalonique avaient été nommés vicaires pontificaux de ce territoire et exerçaient leur autorité sur les métropolites et les évêques. Par ses lettres à Rufus de Thessalonique, Boniface protège étroitement les intérêts de l'Église illyrienne et insiste sur son obéissance à Rome. En 421, certains évêques expriment leur mécontentement à la suite du refus du pape de ratifier l'élection de Périgine comme évêque de Corinthe, à moins que le candidat ne soit reconnu par Rufus. Boniface parvient à convaincre l'empereur d'Orient, Théodose II, de rendre à la juridiction de Rome la province d'Illyrie, alors qu'il l'a précédemment remise au patriarche de Constantinople, et de défendre les droits du Saint-Siège. Boniface présente ses plaintes à Flavius Honorius contre la violation des droits de son siège et l'exhorte à convaincre Théodose de revenir sur ses pas en révoquant l'acte. Bien que l'ordre de Théodose n'ait pas été appliqué par la suite, il subsiste dans le Code de Théodose (439) et dans le Code de Justinien (534), causant de nombreux problèmes aux papes ultérieurs. Par une lettre datée du 11 mars 422, Boniface interdit la consécration en Illyrie de tout évêque qui n'aurait pas été reconnu par Rufus.
Il réitère également la législation du pape Sôter, qui interdit aux femmes, fussent-elles religieuses, de toucher aux vêtements sacrés ou de venir à l'autel pour y brûler de l'encens, et renforce les lois interdisant aux esclaves de devenir clercs. Il confirme également la primauté disciplinaire de la Chaire de Pierre (Rome) sur toutes les autres Églises.
Boniface meurt à Rome le 4 septembre 422 et est enterré au cimetière de Massimo sur la via Salaria, près du tombeau de sainte Félicité, en l'honneur et en gratitude de laquelle il a érigé un oratoire dans le cimetière qui porte son nom.
Il est considéré comme saint par l'Église catholique romaine et est fêté le 4 septembre,.